# 鈴木晶子 (哲学者)
鈴木 晶子（すずき しょうこ、1957年 - ）は、日本の哲学者。京都大学名誉教授。元理化学研究所人工知能倫理・社会チームチームリーダー。

## 人物・経歴
1980年上智大学文学部卒業。1982年から89年までケルン大学哲学部留学。1986年上智大学大学院文学研究科博士後期課程修了。1987年文学博士。
戸板女子短期大学教職課程助教授、京都大学大学院教育学研究科助教授を経て、2003年同教授。2005年日本学術会議会員。2009年ベルリン自由大学客員教授。2010年京都市教育委員。2014年日本学術会議連携会員。
2016年理化学研究所革新知能統合研究センター人工知能倫理・社会チームリーダー兼務。2017年総務省情報通信政策研究所特別研究員。
2022年定年退職、京都大学学際融合教育研究推進センター工知能研究ユニット（AIユニット）特任教授、京都大学名誉教授、理化学研究所革新知能統合研究センター客員主管研究員。専門は哲学、思想史、教育哲学、歴史人類学、文化人類学。

## 著作
- 『判断力養成論研究序説 : ヘルバルトの教育的タクトを軸に』風間書房 1990年
- 『教育文化論 : 人間の発達・変容と文化環境』（住田正樹と共編著）放送大学教育振興会 2005年
- 『イマヌエル・カントの葬列 : 教育的眼差しの彼方へ』春秋社 2006年
- 『教育文化論特論』放送大学教育振興会 2011年
- 『智恵なすわざの再生へ : 科学の原罪』ミネルヴァ書房 2013年

### 編集
- 『これは教育学ではない : 教育詩学探究』冬弓舎 2006年
- 『幸福の人類学 : クリスマスのドイツ・正月の日本』（クリストフ・ヴルフと共編）ナカニシヤ出版 2013年